# ويليام دين هاو
ويليام دين هاو هو سياسي كندي، ولد في 12 يناير 1916 بتورونتو في كندا، وتوفي في 24 يونيو 1982. حزبياً، نشط في الحزب الديمقراطي الجديد. وقد انتخب عضو مجلس العموم الكندي.